# Legião de Outubro
A Legião de Outubro, ou Legião Revolucionária Mineira, ou Legião Liberal Mineira, foi um grupo criado por Francisco Campos, Gustavo Capanema e Amaro Lanari em fevereiro de 1931. Contando com o apoio do presidente estadual Olegário Maciel, a organização assumiu caráter oficial e desapareceu em 1933 com a criação do Partido Progressista de Minas Gerais. 

## Antecedentes
Após a Revolução de 1930, predominava nos meios mais influentes do governo revolucionário o propósito de enfraquecer as correntes políticas que haviam prevalecido durante a República Velha. A iniciativa, encampada a princípio por Osvaldo Aranha, o então Ministro da Justiça, parecia, num primeiro momento, visar fundamentalmente o fim do Partido Republicano Paulista (PRP), que até 1930 fora a principal trincheira de defesa do antigo regime.
No decorrer dos entendimentos sucessivos mantidos entre Osvaldo Aranha e os líderes tenentistas, verificou-se que o Governo Provisório visava também o Partido Republicano Mineiro (PRM) e o Partido Republicano Rio-Grandense (PRR), as duas principais forças políticas atuantes à época da campanha da Aliança Liberal e durante a articulação do movimento que resultara na Revolução de Outubro. Segundo o raciocínio dos "tenentes", tanto Artur Bernardes, chefe do Partido Republicano Mineiro, como Borges de Medeiros, chefe do Partido Republicano Rio-Grandense, em vista de suas continuadas manifestações em favor da reconstitucionalização do país, excluíam a possibilidade de uma coexistência normal com as finalidades básicas do programa revolucionário.
Dentro desse quadro, foi incentivada em vários estados a criação de legiões revolucionárias, organizações que, além de dividir os velhos partidos republicanos, deveriam "organizar e orientar a opinião pública para a realização dos princípios da revolução". A ideia era unir mais tarde essas legiões num partido nacional.

## Criação e caráter
Em fevereiro de 1931, foi lançado o manifesto de criação da Legião Liberal Mineira, assinado por Francisco Campos, ministro da Educação do Governo Provisório, Gustavo Capanema, secretário de Interior do Estado, e Amaro Lanari, secretário de Finanças. A imprensa da época caracterizou a organização como de inspiração fascista. Segundo Peter Flynn, seria justamente esse caráter que se tornaria mais tarde decisivo para a ascensão do movimento integralista, o qual uniu as ideias do "corporativismo mussolínico" às ideias de "brasilidade" de Plínio Salgado.
A Legião Mineira constituiu-se igualmente num grupo paramilitar. Os legionários, integrantes das milícias legionárias, possuíam indumentária própria — camisas cáqui com o escudo da Legião no peito — e usavam flâmulas ao estilo fascista europeu. Os uniformes utilizados eram similares às fardas dos camisas pardas (em alemão:  Sturmabteilung, sigla SA) alemães.
Segundo Francisco Campos, as milícias constituíam a reserva da Legião, podendo ser prontamente mobilizadas em caso de defesa interna ou externa. Sua função era também difundir os fins e a organização da entidade, além de fiscalizar as diversas agremiações municipais. Cada município deveria ter sua milícia, e o conjunto das milícias municipais formaria a milícia estadual.
A aproximação da Legião com o clero deveu-se à defesa do ensino religioso obrigatório, empreendida pelos legionários e aprovada integralmente pela alta hierarquia eclesiástica, representada por Dom Sebastião Leme.

## Atuação
Possuindo entre seus membros elementos pertencentes à cúpula governamental do estado, a Legião Mineira conseguiu que todos os prefeitos enviassem representantes de seus municípios ao desfile por ela promovido no dia 21 de abril de 1931. Com esse desfile, os legionários pretendiam dar uma demonstração de força, além de pressionar Olegário Maciel a aderir definitivamente à organização.
O primeiro confronto entre a Legião e o Partido Republicano Mineiro (PRM) ocorreu a 18 de agosto de 1931, durante uma convenção deste partido destinada a fixar sua posição em relação ao governo de Olegário Maciel. A indignação perremista cresceu quando Capanema, em nota oficial distribuída aos jornais, caracterizou a convenção como um ato inamistoso contra o governo do estado. Foi aí que o conclave assumiu o aspecto de uma rebelião, convertida em marcha contra o Palácio da Liberdade, com a determinação de depor Olegário Maciel. O incidente passou a ser denominado por Equívoco de 18 de Agosto. No entanto, tal evento não foi positivamente um equívoco, mas sim em um golpe político bem preparado.
Olegário Maciel foi capaz de repelir o golpe, pois naquele momento contava com forte apoio da Força Pública Mineira, controlada por Capanema. Em seguida a esse episódio, Virgílio de Melo Franco tornou-se o articulador político de um projeto que na época foi chamado de "pacificação mineira". Acreditava-se ser possível o estabelecimento de um acordo entre as forças legionárias e perremistas, cujas linhas de ação seriam redefinidas. Os debates e as negociações em torno desse acordo se estenderam do final de 1931 ao início de 1932.
A fórmula de conciliação encontrada, batizada de "Acordo Mineiro", resultou na organização, em fevereiro de 1932, do Partido Social Nacionalista (PSN). Esse partido ficaria também conhecido como o "Partido Sem Nome" tal a inexpressividade que acabou tendo no estado.
A ata de constituição do PSN ou Frente Única Mineira, datada de 20 de fevereiro, e assinada por Venceslau Brás (pelo conselho supremo da Legião), Virgílio de Melo Franco (pela comissão executiva do PRM) e Gustavo Capanema (pelo governo de Minas), não mencionava, por exemplo, a reconstitucionalização, tema principal dos pronunciamentos das frentes paulista e gaúcha. Insinuando vagamente que a união mineira resultava da "situação excepcional que o Brasil atravessa", o documento propunha a formação de uma comissão de 12 membros, metade ligada ao PRM e metade à Legião Mineira. A "pacificação mineira" encontrou resistência tanto no campo perremista quanto entre as fileiras legionárias. Muitos de seus membros achavam que as duas organizações não precisavam sacrificar suas estruturas para chegar a um acordo. 
Diante da pregação revolucionária e da participação das frentes únicas de São Paulo e do Rio Grande do Sul nos acontecimentos que resultariam na Revolução Constitucionalista de julho de 1932, Getúlio Vargas começou a perceber que, se a Frente Única Mineira fosse levada pelos mesmos caminhos escolhidos pelos paulistas e gaúchos, o Governo Provisório não teria como se sustentar. Em maio de 1932, quando já iam adiantados os entendimentos para a revolução paulista, o Partido Social Nacionalista já estava desfeito.
Artur Bernardes, à frente do Partido Republicano Mineiro, aderiu aos revolucionários, opondo-se a Olegário Maciel e à Legião Mineira, que se solidarizaram com o Governo Provisório. A derrota do movimento resultou no exílio de Bernardes, assim como das lideranças mais expressivas do PRM.
A tese constitucionalista mesmo assim prevaleceu, sendo marcadas para maio de 1933 as eleições para a Assembleia Nacional Constituinte. No mês de janeiro desse ano, Antônio Carlos e Olegário Maciel fundaram o Partido Progressista de Minas Gerais, que resultou na verdade de uma composição entre as antigas bases do Partido Republicano Mineiro, então bastante desarticuladas, e elementos ligados à Legião Liberal Mineira. Esta última, assim como as demais legiões do país, não conseguiram cumprir seus objetivos, envolvendo-se inteiramente nas disputas partidárias locais.
Após a morte de Olegário Maciel, em setembro de 1933, nada mais restou da Legião Liberal Mineira, totalmente absorvida pelo Partido Progressista.

## Ala feminina
A Legião Revolucionária teve uma ala feminina que foi estabelecida após a integração da militar e advogada Elvira Komel, que promoveu o alistamento de diversas mulheres ao Batalhão Feminino João Pessoa, que foi comandado por ela durante a Revolução de 1930.
O Batalhão Feminino João Pessoa, nome escolhido em homenagem ao governador da Paraíba que morrera assassinado durante a Revolução de 1930, possuía oito mil seguidoras em 52 municípios do estado de Minas Gerais, sendo 1.200 em Belo Horizonte. No desfile das forças militares realizado no Rio de Janeiro em 15 de novembro, em comemoração à Proclamação da República, o batalhão, representado por 75 mulheres, comandadas por Elvira foi uma grande atração.